# Греков, Игорь Михайлович
Игорь Михайлович Греков (род. 2 мая 1977, Батайск, Ростовская область, РСФСР, СССР) — российский государственный деятель, вице-губернатор Рязанской области — первый заместитель председателя правительства Рязанской области (2017—2021).

## Биография
Игорь Михайлович Греков родился 2 мая 1977 года в Батайске Ростовской области. В 1996—1998 годах проходил военную службу по призыву. После армии устроился ведущим специалистом на Ростовский комбинат хлебопродуктов, а затем занимал руководящие должности в ряде компаний. Занимался предпринимательской деятельностью, однако более подробной информации об этом периоде жизни Грекова в СМИ не имеется.
В 2009 году окончил Российский государственный гидрометеорологический университет с квалификацией «инженер», в 2010 году — Российскую правовую академию Министерства юстиции Российской Федерации с дипломом юриста, а в 2013 году — аспирантуру Южного федерального университета. Занимался адвокатской деятельностью, в частности был членом ростовской областной коллегии адвокатов «Советник». Также работал старшим научным сотрудником Северо-Кавказского научного центра высшей школы Южного федерального университета, старшим преподавателем и доцентом кафедры философии Донского государственного технического университета.
В 2013—2015 годах занимал пост председателя попечительского совета Главного управления Федеральной службы исполнения наказаний России по Ростовской области. В январе 2015 года получил пост общественного советника главы администрации Ростова-на-Дону. Позднее, в числе ряда ростовских чиновников перебрался на работу в Рязань, и в мае 2017 года стал советником губернатора Рязанской области. 19 сентября 2017 года назначен на должность вице-губернатора Рязанской области — первого заместителя председателя правительства Рязанской области.
В 2020 году в провластном издании «Федеральное агентство новостей», принадлежащем Евгению Пригожину, была опубликована информация о том, что «человек с данными, полностью совпадающими с данными» Грекова был в 2001 году приговорён Октябрьским районным судом Ростова-на-Дону к 3 годам лишения свободы по части 3 (б) статьи 159 УК РФ («мошенничество в крупном размере»). В следующем году судимость полного тёзки Грекова подтвердили в самом ростовском суде, отметив отсутствие уголовного дела, в связи с чем «данные о личности осужденного предоставить не имеется возможности». Через несколько дней, 28 января 2021 года Греков был уволен по собственному желанию. Причины не были указаны, однако в правительстве сообщили, что это связано с переходом Грекова на другую работу, не связанную с государственной службой. Вскоре выяснилось, что губернатор отстранил Грекова по представлению прокуратуры Рязанской области ввиду представления им «ложных сведений об отсутствии погашенной судимости» при назначении на должность. Уход Грекова был негативно воспринят в Рязани, которая, по оценкам журналистов, «вновь стала скатываться в болото безнадежности и зависимости от кучки олигархов». Лишь в сентябре его преемником на посту вице-губернатора был назначен Михаил Семёнов.
13 июля 2023 года был задержан вместе с бывшим сенатором от Рязанской области Ириной Петиной по подозрению в получении взятки при закупках медицинского оборудования

## Общественная деятельность

### Благотворительность
В СМИ широко освещалась благотворительная и меценатская деятельность Грекова. В частности, с финансовой стороны принял участие в реставрации Ростовского кафедрального собора Рождества Пресвятой Богородицы. В 2014 году превратил свой трёхэтажный особняк в элитном районе Ростова-на-Дону во временный пункт размещения беженцев от конфликта на востоке Украины. Несколько раз возил гуманитарную помощь на подконтрольную ДНР и ЛНР территорию Украины, тогда как беженцев в его доме навещали их родные — ополченцы. В 2015 году по обвинению в создании «перевалочной базы боевиков террористической организации ДНР и ЛНР» решением Печерского районного суда Киева объявлен в розыск с арестом имущества на территории Украины.
По данным СМИ, Греков неоднократно помогал детским домам и приютам для бездомных животных, а также оказывал адресную помощь нуждающимся. Возможно он также имеет отношение к истории с пропавшим орденом Ленина, которым Рязанская область была награждена в 1958 году в связи с так называемым «рязанским чудом». Об исчезновении награды стало известно в 2017 году — орден мог быть попросту украден, после чего объявление о его продаже появилось на одном из интернет-аукционов. Благотворитель, пожелавший остаться неизвестным, выкупил орден и передал его в правительство Рязанской области. В прессе отмечали, что такой поступок вполне в духе Грекова. После начала пандемии COVID-19 стал руководителем регионального оперативного штаба по предупреждению распространения коронавируса, а затем перечислил половину своей зарплаты в помощь врачам. В то же время, несмотря на свою непубличность, Греков был неоднократно замечен в спасении людей в чрезвычайных ситуациях.

### Случай со спасением ребёнка
7 мая 2018 года в адрес Главного управления МЧС России по Рязанской области поступило письмо от некой Светланы Пушкиной. Она рассказала, что 5 мая вышла на прогулку с 2-летним сыном Степаном в район правительственных дач в рязанском посёлке Дягилево. Мать с сыном гуляли по берегу пруда, когда у мальчика из руки вырвался воздушный шарик. Он «потянулся за шариком, споткнулся и упал в пруд с головой». Женщина начала звать на помощь и на её крики подбежал мужчина, который бросился в холодную воду и вытащил ребёнка. Мать с сыном были препровождены в одну из дач, где они дождались приезда скорой помощи и затем отвезены в больницу, врачи которой констатировали, что ребёнок не пострадал и чувствует себя хорошо. Впоследствии Пушкина поняла, как следует из письма, что спасителем её сына оказался вице-губернатор Греков. Женщина попросила «принять все возможные меры, что бы поступок этого смелого человека был вознаграждён»:
Очень прошу помочь мне, многодетной матери, выразить огромную благодарность за спасение жизни моего сына, и моей, потому что со своим заболеванием (бронхиальная астма) в холодной воде я могла бы просто задохнуться и не смочь спасти сына. Он спас две жизни, если думать о последствиях. Если бы, по какой-то счастливой случайности он не оказался бы рядом, случилась бы трагедия!
Сам Греков, по сообщениям СМИ, не стал распространяться о случившемся и отметил, что в такой ситуации так поступил бы каждый. В том же году он стал лауреатом X Всероссийского фестиваля МЧС России «Созвездие мужества» в номинации «По зову сердца» — именно за спасение ребёнка.

### Действия при пожаре в военном гарнизоне

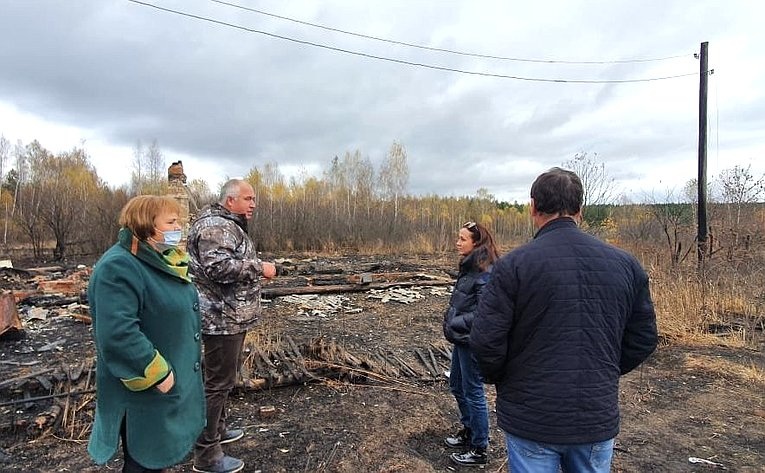
Греков с Ириной Петиной на месте пожара в посёлке Желтухинский, 2020 год

7 октября 2020 года возле поселка Желтухинский в Рязанской области из-за возгорания травы произошёл пожар, перекинувшийся на склад боеприпасов на территории воинской части и вызвавший детонацию хранившихся там артиллерийских снарядов. Осколки взрывавшихся боеприпасов начали разлетаться по окрестностям, в результате чего сгорели более 20 строений в близлежащих селениях и пострадало несколько человек. Греков выехал на место пожара, где провёл совещание с руководителями ответственных ведомств, после чего из зоны пожара началась эвакуация населения. По словам пресс-секретаря губернатора Рязанской области, Греков «входил в штаб по ликвидации последствий пожара и взрывов на складе в Скопинском районе и пробыл там от начала этого ЧП и до ликвидации его последствий и организовывал работу оперативного штаба на месте происшествия». По ряду свидетельств, под взрывами снарядов он вместе с другими чиновниками вытащил с места пожара нескольких человек, в том числе женщину с детьми. 17 декабря того же года на пресс-конференции с президентом Российской Федерации Владимиром Путиным девушка с табличкой «Я беременна» озвучила просьбу присвоить Грекову звание «Герой Российской Федерации» на основании подписей, собранных жителями Рязанской области. Путин ответил, что это «действительно, героический поступок»:
Если человек в мирное время рисковал своей жизнью для того, чтобы спасать жизни других людей, он, безусловно, заслуживает государственной награды. Мы подумаем, какой именно.
Вопрос задала не рядовая журналистка, а директор издания «МК в Рязани» Александра Безукладова, являющаяся женой сотрудника аппарата губернатора Рязанской области, а такую табличку она использовала для привлечения внимания, хоть и действительно является беременной. С инициативой дать профессиональную оценку выступлению Безукладовой выступил председатель Союза журналистов России Владимир Соловьёв, а первый заместитель председателя комиссии Общественной палаты Российской Федерации по СМИ Александр Малькевич и вовсе заявил, что «за беспардонную ложь и фальсификацию ей нужно вмазать». Главный редактор газеты «Московский комсомолец» Павел Гусев сказал, что Безукладову никто наказывать не будет и она продолжит работу на своей должности. Вскоре в издании «Mash» были опубликованы несколько видео со словами рязанцев о том, что Грекова не было на пожаре, а на «Первом канале» отметили, что «рассказ о героическом чиновнике, спасшем людей во время взрывов на складе боеприпасов, проверять и проверять». В рассказе Андрею Караулову Греков сказал, что действительно принимал участие в спасении людей в военном городке, а в комментарии агентству «ТАСС» отметил, что не считает себя героем, «потому что делал то, что должен» и недостоин такой высокой награды.

## Награды
Государственные
- Орден Дружбы (10 сентября 2017 года) — «за активную благотворительную и общественную деятельность»[79]. Вручён губернатором Рязанской области Николаем Любимовым[80].
- Благодарственное письмо президента Российской Федерации (2018 год)[81][82].
- Почётная грамота Совета Федерации (2018 год)[83][84].

Ведомственные
- Благодарность уполномоченного по правам ребёнка при президенте Российской Федерации (2018 год)[85][86].
- Премия «Созвездие мужества» МЧС России в номинации «По зову сердца» (2018 год)[87][88].

Прочие
- Знак губернатора Ростовской области «За милосердие и благотворительность» (2014 год)[89]. Вручён губернатором Ростовской области Василием Голубевым[90].
- Медаль священномученика Николая Попова от Ростовской епархии (2015 год)[91].
- Орден Святого Станислава (2017 год)[92]. Вручён главой Российского императорского дома Марией Романовой[93].
- Почётная грамота Рязанской областной думы (2018 год)[94].
- Почётный кубок «Человек года в борьбе с наркоманий и алкоголизмом — 2017» Российской наркологической лиги (2018 год)[95][96].
- Медаль «Полицейское братство» Международной полицейской ассоциации (2018 год)[97][98].
- Патриарший знак храмостроителя (2019 год)[99]. Вручён патриархом Московским и всея Руси Кириллом (Гундяевым)[100].

## Личная жизнь
Есть ребёнок — сын . За 2017 год, помимо обширной жилплощади и нескольких земельных участков, задекларировал годовой доход в размере 83 миллионов рублей, что в 15 раз превысило доход самого губернатора Рязанской области. В последующие годы сумма дохода разительно уменьшилась: за 2018 год составила 22 миллиона, а за 2019 год — 2,8 млн рублей.